# برکلی ماتر
برکلی ماتر (به انگلیسی: Berkely Mather) نام مستعار جان اوان وستن-دیویس (به انگلیسی: John Evan Weston-Davies) (زادهٔ ۲۵ فوریهٔ ۱۹۰۹- مرگ ۷ مارس ۱۹۹۶ میلادی) فیلم‌نامه‌نویس و نویسندهٔ بریتانیایی است. او به جز پانزده کتاب و داستان کوتاهی که نوشت برای تلویزیون و رادیو هم مطلب می‌نوشت. نمایشنامهٔ چنگیز خان را او در ۱۹۶۵ نوشت و در همان سال هم فیلم چنگیزخان از روی آن ساخته شد. این نمایشنامه را فتانه آل‌داود به فارسی ترجمه کرده‌است.